# Squadra dell'impossibile - Due volti per morire
Squadra dell'impossibile - Due volti per morire (Mission: Impossible vs. the Mob) è un film di spionaggio statunitense del 1968. È il primo film basato sulla serie televisiva Missione impossibile (Mission: Impossible), realizzato unificando due episodi della serie originale del 1967 intitolato The Council. 
Il film è uscito in alcune parti d'Europa e in Australia. In occasione della proiezione in Australia furono pubblicati i manifesti cinematografici.

## Cast
| Attore             | Ruolo             |
| ------------------ | ----------------- |
| Peter Graves       | Jim Phelps        |
| Martin Landau      | Rollin Hand       |
| Barbara Bain       | Cinnamon Carter   |
| Greg Morris        | Barney Collier    |
| Peter Lupus        | Willy Armitage    |
| Vincent Gardenia   | Vito Lugana       |
| Eduardo Ciannelli  | Jack Rycher       |
| Nicholas Colasanto | Jimmy Bibo        |
| Paul Lambert       | Al Morgan         |
| Stuart Nisbet      | Dr. Emerson Reese |